# Scaphisoma lienhardi
Espèce
Scaphisoma lienhardi est une espèce de coléoptères de la famille des Staphylinidae et de la sous-famille des Scaphidiinae.

## Répartition et habitat
Cette espèce est décrite des Philippines.

## Étymologie
Cette espèce est nommée en l'honneur de Charles Lienhard.